# WTA 500
WTA 500 – kategoria profesjonalnych turniejów tenisowych w rozgrywkach kobiecych; utworzona pod koniec 2020 roku, po rezygnacji z wcześniejszej kategoryzacji. Władze zawodowych rozgrywek kobiet WTA zdecydowały się zmienić kategorie turniejów, na wzór zmagań w ATP.
W skład rozgrywek o randze WTA 500 wchodzi wiele dawnych turniejów z cyklu WTA Premier.

## Ranking
Punkty wliczane do rankingu przyznawane są za zajęcie określonych miejsc w turniejach. Punkty zdobyte w danym sezonie sumowane są w rankingu Race to WTA Championships. Pod koniec sezonu zawodniczki zajmujące czołowe osiem miejsc uczestniczą w Turnieju Mistrzyń.
Pod uwagę brany jest udział w turniejach rozegranych w ciągu ostatnich 52 tygodni, a zliczane są punkty z nie więcej niż 16 turniejów w grze pojedynczej i 11 w grze podwójnej.

### Podział punktów
Poniższa tabela przedstawia podział punktów na poszczególne rundy turniejów o różnej liczbie uczestniczek.
| Turniej       | W   | F   | SF  | QF  | R16 | R32 | R64 | R128 | QLFR | Q3 | Q2 | Q1 |
| ------------- | --- | --- | --- | --- | --- | --- | --- | ---- | ---- | -- | -- | -- |
| WTA 500 (56S) | 470 | 305 | 185 | 100 | 55  | 30  | 1   | –    | 25   | –  | 13 | 1  |
| WTA 500 (32S) | 470 | 305 | 185 | 100 | 55  | 1   | –   | –    | 25   | 18 | 13 | 1  |
| WTA 500 (16D) | 470 | 305 | 185 | 100 | 1   | –   | –   | –    | –    | –  | –  | –  |

## Zawody
W sezonie 2025 rozgrywanych jest 17 turniejów rangi WTA 500.
|                              | Miejsce     | Oficjalna nazwa                               | Nawierzchnia      | Drabinka    | Pula nagród |
| Australia                    | Brisbane    | Brisbane International presented by Evie      | Twarda            | 48S/24Q/24D | $           |
| Australia                    | Adelaide    | Adelaide International                        | Twarda            | 30S/24Q/16D | $           |
| Austria                      | Linz        | Upper Austria Ladies Linz                     | Twarda (hala)     | 28S/24Q/16D | $           |
| Zjednoczone Emiraty Arabskie | Abu Zabi    | Mubadala Abu Dhabi Open                       | Twarda            | 28S/24Q/16D | $           |
| Stany Zjednoczone            | San Diego   | Cymbiotika San Diego Open                     | Twarda            | 28S/24Q/16D | $           |
| Stany Zjednoczone            | Charleston  | Credit One Charleston Open                    | Ceglana (zielona) | 48S/24Q/16D | $           |
| Niemcy                       | Stuttgart   | Porsche Tennis Grand Prix                     | Ceglana (hala)    | 28S/16Q/16D | $           |
| Francja                      | Strasburg   | Internationaux de Strasbourg                  | Ceglana           | 28S/16Q/16D | $           |
| Wielka Brytania              | Londyn      | Queen’s Club Championships                    | Trawiasta         | 28S/24Q/16D | $           |
| Niemcy                       | Berlin      | ecotrans Ladies Open                          | Trawiasta         | 28S/24Q/16D | $           |
| Niemcy                       | Bad Homburg | Bad Homburg Open powered by Solarwatt         | Trawiasta         | 32S/8Q/16D  | $           |
| Stany Zjednoczone            | Waszyngton  | Mubadala Citi DC Open                         | Twarda            | 28S/24Q/16D | $           |
| Meksyk                       | Monterrey   | Abierto GNP Seguros                           | Twarda            | 28S/16Q/16D | $           |
| Meksyk                       | Guadalajara | Guadalajara Open Akron presented by Santander | Twarda            | 28S/24Q/16D | $           |
| Korea Południowa             | Seul        | Korea Open                                    | Twarda            | 28S/24Q/16D | $           |
|                              | Ningbo Open | Ningbo Open                                   | Twarda            | 28S/24Q/16D | $           |
| Japonia                      | Tokio       | Toray Pan Pacific Open Tennis                 | Twarda            | 32S/24Q/16D | $           |

## Finały gry pojedynczej w turniejach WTA 500

### 2025
| Turniej     | Zwyciężczyni             | Finalistka           | Wynik         |
| ----------- | ------------------------ | -------------------- | ------------- |
|             |                          |                      |               |
| Brisbane    | Aryna Sabalenka          | Polina Kudiermietowa | 4:6, 6:3, 6:2 |
| Adelaide    | Madison Keys             | Jessica Pegula       | 6:3, 4:6, 6:1 |
| Linz        | Jekatierina Aleksandrowa | Dajana Jastremśka    | 6:2, 3:6. 7:5 |
| Abu Zabi    | Belinda Bencic           | Ashlyn Krueger       | 4:6, 6:1, 6:1 |
| Mérida      |                          |                      |               |
| Charleston  |                          |                      |               |
| Stuttgart   |                          |                      |               |
| Strasburg   |                          |                      |               |
| Londyn      |                          |                      |               |
| Berlin      |                          |                      |               |
| Bad Homburg |                          |                      |               |
| Waszyngton  |                          |                      |               |
| Monterrey   |                          |                      |               |
| Guadalajara |                          |                      |               |
| Seul        |                          |                      |               |
| Ningbo      |                          |                      |               |
| Tokio       |                          |                      |               |

### 2024
| Turniej     | Zwyciężczyni        | Finalistka               | Wynik               |
| ----------- | ------------------- | ------------------------ | ------------------- |
|             |                     |                          |                     |
| Brisbane    | Jelena Rybakina     | Aryna Sabalenka          | 6:0, 6:3            |
| Adelaide    | Jeļena Ostapenko    | Darja Kasatkina          | 6:3, 6:2            |
| Linz        | Jeļena Ostapenko    | Jekatierina Aleksandrowa | 6:2, 6:3            |
| Abu Zabi    | Jelena Rybakina     | Darja Kasatkina          | 6:1, 6:4            |
| San Diego   | Katie Boulter       | Marta Kostiuk            | 5:7, 6:2, 6:2       |
| Charleston  | Danielle Collins    | Darja Kasatkina          | 6:2, 6:1            |
| Stuttgart   | Jelena Rybakina     | Marta Kostiuk            | 6:2, 6:2            |
| Strasburg   | Madison Keys        | Danielle Collins         | 6:1, 6:2            |
| Berlin      | Jessica Pegula      | Anna Kalinska            | 6:7(0), 6:4, 7:6(3) |
| Bad Homburg | Diana Sznajder      | Donna Vekić              | 6:3, 2:6, 6:3       |
| Eastbourne  | Darja Kasatkina     | Leylah Fernandez         | 6:3, 6:4            |
| Waszyngton  | Paula Badosa        | Marie Bouzková           | 6:1, 4:6, 6:4       |
| Monterrey   | Linda Nosková       | Lulu Sun                 | 7:6(6), 6:4         |
| Guadalajara | Magdalena Fręch     | Olivia Gadecki           | 7:6(5), 6:4         |
| Seul        | Beatriz Haddad Maia | Darja Kasatkina          | 1:6, 6:4, 6:1       |
| Ningbo      | Darja Kasatkina     | Mirra Andriejewa         | 6:0, 4:6, 6:4       |
| Tokio       | Zheng Qinwen        | Diana Sznajder           | 7:6(5), 6:3         |

### 2023
| Turniej    | Zwyciężczyni            | Finalistka         | Wynik            |
| ---------- | ----------------------- | ------------------ | ---------------- |
|            |                         |                    |                  |
| Adelaide   | Aryna Sabalenka         | Linda Nosková      | 6:3, 7:6(4)      |
| Adelaide   | Belinda Bencic          | Darja Kasatkina    | 6:0, 6:2         |
| Abu Zabi   | Belinda Bencic          | Ludmiła Samsonowa  | 1:6, 7:6(8), 6:4 |
| Doha       | Iga Świątek             | Jessica Pegula     | 6:3, 6:0         |
| Charleston | Uns Dżabir              | Belinda Bencic     | 7:6(6), 6:4      |
| Stuttgart  | Iga Świątek             | Aryna Sabalenka    | 6:3, 6:4         |
| Berlin     | Petra Kvitová           | Donna Vekić        | 6:2, 7:6(6)      |
| Eastbourne | Madison Keys            | Darja Kasatkina    | 6:2, 7:6(13)     |
| Waszyngton | Coco Gauff              | Maria Sakari       | 6:2, 6:3         |
| San Diego  | Barbora Krejčíková      | Sofia Kenin        | 6:4, 2:6, 6:4    |
| Tokio      | Wieronika Kudiermietowa | Jessica Pegula     | 7:5, 6:1         |
| Zhengzhou  | Zheng Qinwen            | Barbora Krejčíková | 2:6, 6:2, 6:4    |

### 2022
| Turniej    | Zwyciężczyni       | Finalistka              | Wynik            |
| ---------- | ------------------ | ----------------------- | ---------------- |
|            |                    |                         |                  |
| Adelaide   | Ashleigh Barty     | Jelena Rybakina         | 6:3, 6:2         |
| Sydney     | Paula Badosa       | Barbora Krejčíková      | 6:3, 4:6, 7:6(4) |
| Petersburg | Anett Kontaveit    | Maria Sakari            | 5:7, 7:6(4), 7:5 |
| Dubaj      | Jeļena Ostapenko   | Wieronika Kudiermietowa | 6:0, 6:4         |
| Charleston | Belinda Bencic     | Uns Dżabir              | 6:1, 5:7, 6:4    |
| Stuttgart  | Iga Świątek        | Aryna Sabalenka         | 6:2, 6:2         |
| Berlin     | Uns Dżabir         | Belinda Bencic          | 6:3, 2:1 krecz   |
| Eastbourne | Petra Kvitová      | Jeļena Ostapenko        | 6:3, 6:2         |
| San Jose   | Darja Kasatkina    | Shelby Rogers           | 6:7(2), 6:1, 6:2 |
| Tokio      | Ludmiła Samsonowa  | Zheng Qinwen            | 7:5, 7:5         |
| Ostrawa    | Barbora Krejčíková | Iga Świątek             | 5:7, 7:6(4), 6:3 |
| San Diego  | Iga Świątek        | Donna Vekić             | 6:3, 3:6, 6:0    |

### 2021
| Turniej    | Zwyciężczyni               | Finalistka               | Wynik             |
| ---------- | -------------------------- | ------------------------ | ----------------- |
|            |                            |                          |                   |
| Abu Dhabi  | Aryna Sabalenka            | Wieronika Kudiermietowa  | 6:2, 6:2          |
| Melbourne  | Elise Mertens              | Kaia Kanepi              | 6:4, 6:1,         |
| Melbourne  | Ashleigh Barty             | Garbiñe Muguruza         | 7:6(3), 6:4       |
| Melbourne  | finał nie został rozegrany | Anett Kontaveit Ann Li   |                   |
| Adelaide   | Iga Świątek                | Belinda Bencic           | 6:2, 6:2          |
| Doha       | Petra Kvitová              | Garbiñe Muguruza         | 6:2, 6:1          |
| Petersburg | Darja Kasatkina            | Margarita Gasparian      | 6:3, 2:1 krecz    |
| Charleston | Wieronika Kudiermietowa    | Danka Kovinić            | 6:4, 6:2          |
| Stuttgart  | Ashleigh Barty             | Aryna Sabalenka          | 3:6, 6:0, 6:3     |
| Berlin     | Ludmiła Samsonowa          | Belinda Bencic           | 1:6, 6:1, 6:3     |
| Eastbourne | Jeļena Ostapenko           | Anett Kontaveit          | 6:3, 6:3          |
| San Jose   | Danielle Collins           | Darja Kasatkina          | 6:3, 6:7(10), 6:1 |
| Ostrawa    | Anett Kontaveit            | Maria Sakari             | 6:2, 7:5          |
| Chicago    | Garbiñe Muguruza           | Uns Dżabir               | 3:6, 6:3, 6:0     |
| Moskwa     | Anett Kontaveit            | Jekatierina Aleksandrowa | 4:6, 6:4, 7:5     |